# Cordilura albipes
Cordilura albipes är en tvåvingeart som först beskrevs av Fallen 1819.  Cordilura albipes ingår i släktet Cordilura och familjen kolvflugor. Arten är reproducerande i Sverige. Inga underarter finns listade i Catalogue of Life.